# Радијациони проктитис
Радијациони проктитис је повреда ректалне слузокоже изазвана зрачењем, коју карактерише губитак слузокоже, отицање ендотела у артериолама и накнадна фиброза везивног ткива и  ендартеритис.
Како је ректални проктитис уобичајена нуспојава терапије зрачењем, многи истраживачи се надају да ће, како се буду развијале новије и софистицираније технике зрачења, инциденција ове компликације бити смањена. Међутим, до тог времена, нехируршки третмани као што је коагулација аргон плазмом (КАП) су третман избора за пацијенте са хроничним радијационим проктитисом са симптоматским крварењем. Рано откривање и рано лечење моиже минимизирати ефекат компликација. Хируршке опције треба резервисати само за болесѕнике са рефракторним симптоима.

## Епидемиологија
Стопа инциденције радијационог проктитисва варира од 2% до 39% и дефинитивно је у корелацији са дозом зрачења коју је ректум прима током радиотерапије. Подаци показују да се ризик од проктитиса повећава као функција средње ректалне дозе, у распону од 2% за пацијенте који примају 50 Ги или мање на ниво ректума до 18% за пацијенте који примају 80 Ги или више на нивоу ректум.  
Пацијенти са инфламаторном болешћу црева и синдромом стечене имунодефицијенције (АИДС)  имају већи ризик од радијационог проктитиса.

## Хистопатологија
Акутна радијациона проктатитис настаје услед директног оштећења слузокоже (епитела) дебелог црева. Ректалне биопсије акутне радијационе проктопатије показују површно уништење епителних ћелија и појаву акутних инфламаторних ћелија које се налазе у ламини проприји. Насупрот томе, ректалне биопсије и хроничне радијационе проктопатије показују исхемијски ендартеритис субмукозних артериола, субмукозну фиброзу и неоваскуларизацију.

## Клиничка слика
Клиничка слика радијационог проктитис је подељен у две различите фазе у зависности од времена и трајања појаве симптома.
Акутни проктитис се јавља током или у року од 3 месеца након радиотерапије  и обично је пролазан и самоограничавајући облик. Пацијенти имају дијареју, ургентнњ позиве на столицу и тенезме а, генерално су без ректалног крварења. 
Хронични проктитис који је наставак акутне фазе или почиње након латентног периода од најмање 90 дана. Пацијенти имају смптоме ректално крварење које може напредовати до опструкције црева изазваних стриктурама и сепсом.

## Терапија
Како не постоје доследне смернице или рандомизоване студије о начину  лечења симптома радијационог проктитиса, већина пацијената се лечи емпиријски индивидуализованим третманом. Те опције лечења су или медицинске или ендоскопске терапије методе. 
Медицинске терапије укључују антиинфламаторне агенсе који имају 5-аминосалицилну киселину (5-АСА) као активни састојак, антиоксиданте, сукралфат (орални или клистир), стероидне клистире и хипербарични кисеоник. Од ових медицинских третмана, најбољи презултати добијени су употребом сукралфата и хипербаричног кисеоника. Једна студија је показала корист од оралног сукралфата 32 ; друга студија је показала корист од употребе сукралфатних клистира, при чему је 92,3% пацијената пријавило побољшање симптома без компликација.   Друга студија је показала да су клистир са сукралфатом бољи у превенцији и контроли акутне ректалне токсичности него хидрокортизонски клистир,  и стога у овом тренутку постоји ограничена употреба стероидних клистира у лечењу акутног или хроничног проктитиса.  
Хипербарични кисеоник је показао обећавајуће резултате у великом рандомизованом испитивању које је укључивало 120 пацијената код којих је дошло до значајног побољшања одговора на лечење са бољим квалитетом живота специфичним за црева код пацијената са рефракторним проктитисом након зрачења. Друга студија је показала малу клиничку разлику у исходу лечења радијационог проктитиса између хипербаричне окигенотерапије  кисеоником и коагулације аргон плазмом (КАП), са минималним нежељеним ефектима. 36
Инстилација формалина је првобитно коришћена 1986. године за лечење радијационог проктитиса и ефикасна је била код приближно 48% пацијената са хроничним проктитисом.  Генерално, овај приступ је безбедан, али након што су су пријављивана крварења, перфорација и фистуле, ређе се користи.  
Последњих година, ендоскопске терапије су постале третман избора за пацијенте са хроничним радијационим проктитисом и симптоматским крварењем. Циљ ендоскопске терапије је облитерација телангиектазија. Опције укључују контактне методе, као што су сонда за грејање и биполарни електрокаутер, и бесконтактне методе као што су ласерска терапија, КАП, радиофреквентна аблација и криотерапија. Недавно је КАП постала пожељна ендоскопска терапија прве линије за хеморагични проктитис.  КАП користи инертни гас аргон као проводни медијум, а испоручује се биполарна дијатермијска струја. Ограничене дубине коагулације (0,5–3 мм) и уједначена и предвидљива примена су неке од предности АПЦ.   Уз употребу КАП у једној студији дошло је до побољшања ректалних симптома као што су тенезми, побољшања дијареје код 60% до 75% пацијената и ублажавања ректалног крварења код 80% до 90% пацијената.  Препоручује се више третмана, до укупно пет, за дифузне лезије. Стопе компликација варирају од студије до студије, али најчешћа компликација је ректални или анални бол, који се обично спонтано повлачи. Улкуси ректума су такође чести, а препорука је пулсно лечење лезије.  Ретке компликације укључују задржавање мокраће, некрозу и артериовенску фистулу; стопа стриктура варира у различитим студијама, али се креће од 2% до 13%.  
Хируршка интервенција је последње средство за пацијенте код којих се не побољшај стање конзервативним мерама, укључујући оне са симптомима рефракторног крварења и стриктурама које доводе до опструкције. Врсте хируршких интервенција се крећу од једноставне проксималне диверзије до формална ресекција са или без анастомозе.  